# KVC Westerlo in het seizoen 2012/13
Hier vindt men de wedstrijden, transfers en statistieken van KVC Westerlo in het seizoen 2012/13. Voor Westerlo was het het eerste seizoen terug in de Tweede klasse na 15 jaar onafgebroken in Eerste klassen te spelen. In seizoen 2011-2012 eindigde Westerlo 15e in de stand waarop Play-Off III volgde. Hierin wist Westerlo STVV te verslaan, maar in de daarop volgende eindronde wist het zich niet meer te redden, resulterend in degradatie naar de tweede klasse.
Vele spelers die reeds enkele jaren bij Westerlo speelden verlieten bij de degradatie de club waardoor de club genoodzaakt was om nieuwe spelers aan te trekken. Hier werd vooral gekozen voor Belgische spelers met een mix van jonge en ervaren spelers.
Bij de degradatie verliet trainer Jan Ceulemans ook Westerlo, waarna zijn assistent Frank Dauwen de trainerspositie overnam. Dauwen werd in april van seizoen 2012/2013 echter ontslagen, samen met assistent Barry Hulshoff. Hun plaats werd tijdelijk ingenomen door ex-speler en jeugdtrainer Vedran Pelic, met Paul Peeters als nieuwe assistent. Tegen de eindronde voor promotie werd Dennis Van Wijk aangesteld als nieuwe hoofdtrainer, Pelic werd zijn assistent. Van Wijk was eerder in het seizoen ontslagen bij reeksgenoot Antwerp.

## Spelerskern
| Nr.           | Naam                 | Nationaliteit        | Geboortedatum | Vorige club           | Bij club sinds |
| ------------- | -------------------- | -------------------- | ------------- | --------------------- | -------------- |
| Keepers       |                      |                      |               |                       |                |
| 1             | Michael Cordier      | België               | 27-03-1984    | RSC Anderlecht        | 01-07-2012     |
| 29            | Bram Valkeners       | België               | 17-05-1994    | STVV                  | 01-01-2013     |
| 30            | Bart Deelkens        | België               | 09-06-1989    | KSK Beveren           | 01-07-2008     |
|               | Renaud Dotrement     | België               | 04-06-1994    | Oud-Heverlee Leuven   | 01-07-2012     |
| Verdedigers   |                      |                      |               |                       |                |
| 2             | Arnaud De Greef      | België               | 12-04-1992    | RSC Anderlecht        | 01-07-2011     |
| 3             | Stijn Minne          | België               | 29-06-1978    | SV Zulte Waregem      | 01-07-2012     |
| 4             | Birger Maertens      | België               | 28-06-1980    | /                     | 01-07-2012     |
| 5             | Thiago Cardoso       | Brazilië             | 04-08-1991    | Atlético Mineiro      | 01-01-2011     |
| 8             | Laurens Paulussen    | België               | 19-07-1990    | KV Mechelen           | 23-07-2012     |
| 12            | Wouter Corstjens     | België               | 13-02-1987    | KAA Gent              | 31-01-2013     |
| 17            | Kenneth Schuermans   | België               | 25-05-1991    | eigen jeugd           | 01-03-2011     |
| 19            | Jeroen Vanthournout  | België               | 29-06-1989    | KSV Roeselare         | 01-01-2011     |
| 20            | Matthias Trenson     | België               | 03-10-1986    | Enosis Neon Paralimni | 01-07-2012     |
| 22            | Jeffrey Rentmeister  | België               | 18-06-1994    | CS Visé               | 01-01-2013     |
| Middenvelders |                      |                      |               |                       |                |
| 6             | Kevin Geudens        | België               | 02-10-1980    | KV Mechelen           | 01-01-2012     |
| 7             | Jonas Laureys        | België               | 02-04-1991    | KV Mechelen           | 13-07-2013     |
| 10            | Jonathan Wilmet      | België               | 07-01-1986    | KV Mechelen           | 01-07-2012     |
| 14            | Philippe Janssens    | België               | 17-03-1988    | FCV Dender EH         | 01-07-2012     |
| 15            | Gianni Van den Buijs | België               | 10-09-1992    | eigen jeugd           | 01-07-2012     |
| 18            | Jarno Molenberghs    | België               | 11-12-1989    | eigen jeugd           | 01-07-2008     |
| 24            | Jens Cools           | België               | 16-10-1990    | eigen jeugd           | 01-03-2010     |
| 26            | Nicolas Rommens      | België               | 17-12-1994    | eigen jeugd           | 01-07-2013     |
| 28            | Stef Vervoort        | België               | 20-02-1995    | eigen jeugd           | 01-01-2013     |
| 44            | Bart Goor            | België               | 09-04-1973    | Beerschot VAC         | 25-11-2011     |
| Aanvallers    |                      |                      |               |                       |                |
| 9             | Kevin Vandenbergh    | België               | 16-05-1983    | KV Mechelen           | 24-08-2012     |
| 11            | William Owusu        | Ghana/ Portugal      | 13-09-1989    | Sporting CP           | 01-07-2011     |
| 16            | Nick Van Belle       | België               | 17-03-1993    | Club Brugge           | 01-07-2012     |
| 27            | Oleg Iachtchouk      | Oekraïne             | 26-10-1977    | Cercle Brugge         | 05-01-2012     |
| 31            | Harlem Gnohéré       | Frankrijk/ Ivoorkust | 20-11-1984    | RSC Charleroi         | 02-01-2013     |
|               | Moshe Ben Lulu       | Israël               | 13-04-1988    | MS Asjdod             | 01-01-2012     |

## Oefenwedstrijden
| Datum      | Thuis/Uit | Tegenstander     | Score | Doelpuntenmaker(s) KVC Westerlo |
| ---------- | --------- | ---------------- | ----- | ------------------------------- |
| 14-07-2012 | Uit       | Cercle Brugge    | 3 - 1 |                                 |
| 17-07-2012 | Thuis     | Sparta Rotterdam | 1 - 1 |                                 |
| 27-07-2012 | Thuis     | MVV              | 2 - 1 | Janssens, Van Belle             |
| 08-01-2013 | Thuis     | FC Den Bosch     | 1 - 2 |                                 |

## Proximus League

### Wedstrijden
| Proximus League | |                                                        |                                 |                                                                  | |                                              |
| Speeldag        | Wedstrijddetails                                                                                            | Thuisploeg                                             | Uitslag                         | Uitploeg                                                         | Opstelling | Kaarten                                      |
| Heenronde       | |                                                        |                                 |                                                                  | |                                              |
| 1               | 22 augustus 2012 20:00 't Kuipje Westerlo Ref: Luc Wouters                                                  | KVC Westerlo                                           | 0 - 0                           | KSV Oudenaarde                                                   | Cordier, Minne, De Greef, Maertens, Trenson (62' Owusu), Wilmet, Paulussen, Geudens (54' Cools), Janssens (82' Laureys), Goor, Van Belle                       | Geudens Janssens                             |
| 1               | 22 augustus 2012 20:00 't Kuipje Westerlo Ref: Luc Wouters                                                  |                                                        |                                 |                                                                  | Cordier, Minne, De Greef, Maertens, Trenson (62' Owusu), Wilmet, Paulussen, Geudens (54' Cools), Janssens (82' Laureys), Goor, Van Belle                       | Geudens Janssens                             |
| 2               | 29 augustus 2012 20:00 Fallonstadion Sint-Lambrechts-Woluwe Ref: Wim Smet                                   | White Star Woluwe                                      | 0 - 0                           | KVC Westerlo                                                     | Cordier, Minne (65' Vandenbergh), De Greef, Maertens, Schuermans, Trenson, Wilmet, Paulussen, Geudens, Goor (81' Laureys), Owusu                               | Schuermans Wilmet                            |
| 2               | 29 augustus 2012 20:00 Fallonstadion Sint-Lambrechts-Woluwe Ref: Wim Smet                                   |                                                        |                                 |                                                                  | Cordier, Minne (65' Vandenbergh), De Greef, Maertens, Schuermans, Trenson, Wilmet, Paulussen, Geudens, Goor (81' Laureys), Owusu                               | Schuermans Wilmet                            |
| 3               | 1 september 2012 19:30 Armand Melis Stadion Dessel Ref: Johan Verbist                                       | Dessel Sport                                           | 0 - 4                           | KVC Westerlo                                                     | Cordier, Paulussen, De Greef, Maertens, Schuermans, Trenson, Wilmet (78' Molenberghs), , Geudens, Goor, Owusu (54' Van Belle), Vandenbergh (81' Janssens)      | Vandenbergh                                  |
| 3               | 1 september 2012 19:30 Armand Melis Stadion Dessel Ref: Johan Verbist                                       |                                                        | 0-1 0-2 0-3 0-4                 | 35' Goor 65' Owusu 59' Vandenbergh 73' Vandenbergh               | Cordier, Paulussen, De Greef, Maertens, Schuermans, Trenson, Wilmet (78' Molenberghs), , Geudens, Goor, Owusu (54' Van Belle), Vandenbergh (81' Janssens)      | Vandenbergh                                  |
| 4               | 9 september 2012 15:00 't Kuipje Westerlo Ref: Bart Vertenten                                               | KVC Westerlo                                           | 2 - 2                           | Eendracht Aalst                                                  | Cordier, De Greef (78' Van Belle), Schuermans, Trenson, Cardoso, Wilmet (66' Molenberghs), Paulussen (56' Janssens), Geudens, Goor, Owusu, Vandenbergh         | Vandenbergh Van Belle Cordier Geudens        |
| 4               | 9 september 2012 15:00 't Kuipje Westerlo Ref: Bart Vertenten                                               | 65' Geudens 89' Vandenbergh                            | 0-1 0-2 1-2 2-2                 | 7' Glouftsis 33' Martin                                          | Cordier, De Greef (78' Van Belle), Schuermans, Trenson, Cardoso, Wilmet (66' Molenberghs), Paulussen (56' Janssens), Geudens, Goor, Owusu, Vandenbergh         | Vandenbergh Van Belle Cordier Geudens        |
| 5               | 15 september 2012 20:00 't Kuipje Westerlo Ref: Joeri van de Velde                                          | KVC Westerlo                                           | 0 - 2                           | Lommel United                                                    | Cordier, De Greef, Maertens, Schuermans (72' Van Belle), Trenson, Wilmet, Paulussen (59' Cools), Geudens, Janssens (81' Molenberghs), Goor, Vandenbergh        | Geudens                                      |
| 5               | 15 september 2012 20:00 't Kuipje Westerlo Ref: Joeri van de Velde                                          |                                                        | 0-1 0-2                         | 49' Cerigioni 63' Gaethofs (pen.)                                | Cordier, De Greef, Maertens, Schuermans (72' Van Belle), Trenson, Wilmet, Paulussen (59' Cools), Geudens, Janssens (81' Molenberghs), Goor, Vandenbergh        | Geudens                                      |
| 6               | 22 september 2012 20:00 Gemeentelijk Sportcentrum Heist-op-den-Berg Ref: Carlos-Manuel Serre Guerreiro Alho | KSK Heist                                              | 0 - 1                           | KVC Westerlo                                                     | Cordier (27' Deelkens), De Greef, Maertens, Schuermans, Trenson, Janssens (61' Vanthournout), Cools, Geudens, Goor, Owusu (77' Van Belle), Vandenbergh         | Maertens Goor Janssens                       |
| 6               | 22 september 2012 20:00 Gemeentelijk Sportcentrum Heist-op-den-Berg Ref: Carlos-Manuel Serre Guerreiro Alho |                                                        | 0-1                             | 35' Vandenbergh                                                  | Cordier (27' Deelkens), De Greef, Maertens, Schuermans, Trenson, Janssens (61' Vanthournout), Cools, Geudens, Goor, Owusu (77' Van Belle), Vandenbergh         | Maertens Goor Janssens                       |
| 7               | 29 september 2012 20:00 't Kuipje Westerlo Ref: Christof Virant                                             | KVC Westerlo                                           | 2 - 1                           | Mouscron-Péruwelz                                                | Deelkens, De Greef (76' Wilmet), Maertens, Schuermans, Trenson, Janssens (61' Vanthournout), Cools, Geudens, Goor, Van Belle (83' Ben Lulu), Vandenbergh       | Schuermans Cools                             |
| 7               | 29 september 2012 20:00 't Kuipje Westerlo Ref: Christof Virant                                             | 8' Van Belle 80' Vanthournout                          | 1-0 1-1 2-1                     | 26' Jairo Ruiz                                                   | Deelkens, De Greef (76' Wilmet), Maertens, Schuermans, Trenson, Janssens (61' Vanthournout), Cools, Geudens, Goor, Van Belle (83' Ben Lulu), Vandenbergh       | Schuermans Cools                             |
| 8               | 6 oktober 2012 20:00 Stade de la Cite de L'Oie Wezet Ref: Peter Vervecken                                   | CS Visé                                                | 1 - 2                           | KVC Westerlo                                                     | Deelkens, De Greef, Maertens, Schuermans, Trenson, Janssens (78' Paulussen), Cools, Geudens, Goor, Van Belle (88' Vanthournout), Ben Lulu (66' Owusu)          | Geudens                                      |
| 8               | 6 oktober 2012 20:00 Stade de la Cite de L'Oie Wezet Ref: Peter Vervecken                                   | 53' Lecomte                                            | 0-1 0-2 1-2                     | 12' Janssens 24' Van Belle                                       | Deelkens, De Greef, Maertens, Schuermans, Trenson, Janssens (78' Paulussen), Cools, Geudens, Goor, Van Belle (88' Vanthournout), Ben Lulu (66' Owusu)          | Geudens                                      |
| 9               | 13 oktober 2012 20:00 't Kuipje Westerlo Ref: Dieter de Naeyer                                              | KVC Westerlo                                           | 2 - 1                           | FC Brussels                                                      | Deelkens, De Greef (38' Wilmet), Maertens, Schuermans, Trenson, Janssens (62' Laureys), Cools, Geudens, Goor, Van Belle, Ben Lulu (68' Owusu)                  | Deelkens                                     |
| 9               | 13 oktober 2012 20:00 't Kuipje Westerlo Ref: Dieter de Naeyer                                              | 39' Cools 83' Schuermans                               | 0-1 1-1 2-1                     | 5' Nahimana                                                      | Deelkens, De Greef (38' Wilmet), Maertens, Schuermans, Trenson, Janssens (62' Laureys), Cools, Geudens, Goor, Van Belle, Ben Lulu (68' Owusu)                  | Deelkens                                     |
| 10              | 21 oktober 2012 15:00 Robert Urbanstadion Boussu Ref: Sam Loeman                                            | Boussu Dour                                            | 0 - 1                           | KVC Westerlo                                                     | Deelkens, De Greef, Maertens, Schuermans, Trenson (63' Vanthournout), Janssens, Cools, Geudens, Goor, Van Belle (46' Owusu), Vandenbergh (85' Wilmet)          | Cools Goor Schuermans Vandenbergh Schuermans |
| 10              | 21 oktober 2012 15:00 Robert Urbanstadion Boussu Ref: Sam Loeman                                            |                                                        | 0-1                             | 66' Goor                                                         | Deelkens, De Greef, Maertens, Schuermans, Trenson (63' Vanthournout), Janssens, Cools, Geudens, Goor, Van Belle (46' Owusu), Vandenbergh (85' Wilmet)          | Cools Goor Schuermans Vandenbergh Schuermans |
| 11              | 27 oktober 2012 20:00 't Kuipje Westerlo Ref: Maarten Ketting                                               | KVC Westerlo                                           | 2 - 2                           | AFC Tubeke                                                       | Deelkens, De Greef, Maertens, Trenson, Vanthournout, Janssens, Cools, Geudens, Goor, Van Belle (76' Owusu), Vandenbergh (81' Paulussen)                        | Janssens Goor Paulussen                      |
| 11              | 27 oktober 2012 20:00 't Kuipje Westerlo Ref: Maarten Ketting                                               | 11' Goor 49' Janssens                                  | 1-0 1-1 2-1 2-2                 | 30' Andrei 69' Ambroise                                          | Deelkens, De Greef, Maertens, Trenson, Vanthournout, Janssens, Cools, Geudens, Goor, Van Belle (76' Owusu), Vandenbergh (81' Paulussen)                        | Janssens Goor Paulussen                      |
| 12              | 2 november 2012 20:00 Kehrwergstadion Eupen Ref: Nicolas Laforge                                            | KAS Eupen                                              | 3 - 0                           | KVC Westerlo                                                     | Deelkens, De Greef, Maertens, Schuermans, Trenson, Molenberghs (70' Wilmet), Geudens, Goor, Janssens (74' Ben Lulu), Van Belle, Vandenbergh (74' Vanthournout) | Schuermans                                   |
| 12              | 2 november 2012 20:00 Kehrwergstadion Eupen Ref: Nicolas Laforge                                            | 56' Kabasele 62' Lallemand 69' Santos                  | 1-0 2-0 3-0                     |                                                                  | Deelkens, De Greef, Maertens, Schuermans, Trenson, Molenberghs (70' Wilmet), Geudens, Goor, Janssens (74' Ben Lulu), Van Belle, Vandenbergh (74' Vanthournout) | Schuermans                                   |
| 13              | 9 november 2012 20:00 't Kuipje Westerlo Ref: Joerie van de Velde                                           | KVC Westerlo                                           | 0 - 0                           | Royal Antwerp                                                    | Cordier, Minne, Maertens (65' Vanthournout), Schuermans, Trenson, Molenberghs (83' Wilmet), Geudens, Janssens, Goor, Owusu (72' Ben Lulu), Vandenbergh         |                                              |
| 13              | 9 november 2012 20:00 't Kuipje Westerlo Ref: Joerie van de Velde                                           |                                                        |                                 |                                                                  | Cordier, Minne, Maertens (65' Vanthournout), Schuermans, Trenson, Molenberghs (83' Wilmet), Geudens, Janssens, Goor, Owusu (72' Ben Lulu), Vandenbergh         |                                              |
| 14              | 17 november 2012 20:00 Schiervelde Roeselare Ref: Serge Gumienny                                            | KSV Roeselare                                          | 1 - 1                           | KVC Westerlo                                                     | Cordier, Minne, Maertens (58' De Greef), Schuermans, Trenson, Janssens (73' Vanthournout), Geudens, Cools, Goor, Owusu (63' Van Belle), Vandenbergh            | Minne Van Belle                              |
| 14              | 17 november 2012 20:00 Schiervelde Roeselare Ref: Serge Gumienny                                            | 7' Kabananga                                           | 1-0 1-1                         | 34' Goor (pen.)                                                  | Cordier, Minne, Maertens (58' De Greef), Schuermans, Trenson, Janssens (73' Vanthournout), Geudens, Cools, Goor, Owusu (63' Van Belle), Vandenbergh            | Minne Van Belle                              |
| 15              | 25 november 2012 15:00 Sportcentrum Meesterstraat Sint-Niklaas Ref: Jerome Nzolo                            | SK Sint-Niklaas                                        | 1 - 3                           | KVC Westerlo                                                     | Cordier, Minne, De Greef, Schuermans, Trenson, Janssens (85' Paulussen), Geudens, Cools, Goor, Ben Lulu (58' Owusu), Vandenbergh (82' Wilmet)                  | Ben Lulu                                     |
| 15              | 25 november 2012 15:00 Sportcentrum Meesterstraat Sint-Niklaas Ref: Jerome Nzolo                            | 83' Munyeneza                                          | 0-1 0-2 0-3 1-3                 | 67' Owusu 72' Vandenbergh 80' Cools                              | Cordier, Minne, De Greef, Schuermans, Trenson, Janssens (85' Paulussen), Geudens, Cools, Goor, Ben Lulu (58' Owusu), Vandenbergh (82' Wilmet)                  | Ben Lulu                                     |
| 16              | 2 december 2012 15:00 't Kuipje Westerlo Ref: Tom Ottevaere                                                 | KVC Westerlo                                           | 4 - 1                           | STVV                                                             | Cordier, Minne (52' De Greef), Maertens, Schuermans, Trenson, Wilmet, Geudens, Janssens (70' Vanthournout), Goor, Owusu, Vandenbergh (83' Van Belle)           | Cordier Maertens Trenson Goor                |
| 16              | 2 december 2012 15:00 't Kuipje Westerlo Ref: Tom Ottevaere                                                 | 30' Janssens 40' Vandenbergh 86' Geudens 90' Van Belle | 1-0 2-0 2-1 3-1 4-1             | 57' Reza (pen.)                                                  | Cordier, Minne (52' De Greef), Maertens, Schuermans, Trenson, Wilmet, Geudens, Janssens (70' Vanthournout), Goor, Owusu, Vandenbergh (83' Van Belle)           | Cordier Maertens Trenson Goor                |
| 17              | 19 december 2012 20:00 Albertparkstadion Oostende Ref: Jimmy Verhe                                          | KV Oostende                                            | 2 - 1                           | KVC Westerlo                                                     | Cordier, Minne (90' Vandenbergh), Maertens, Schuermans, Trenson, Molenberghs (26' Paulussen), Geudens, Janssens (74' Vanthournout), Goor, Owusu, Van Belle     | Schuermans                                   |
| 17              | 19 december 2012 20:00 Albertparkstadion Oostende Ref: Jimmy Verhe                                          | 73' Depoitre 89' Brouckaert                            | 0-1 1-1 2-1                     | 24' Van Belle                                                    | Cordier, Minne (90' Vandenbergh), Maertens, Schuermans, Trenson, Molenberghs (26' Paulussen), Geudens, Janssens (74' Vanthournout), Goor, Owusu, Van Belle     | Schuermans                                   |
| Terugronde      | |                                                        |                                 |                                                                  | |                                              |
| 18              | 15 december 2012 20:00 Burgemeester Thienpontstadion Oudenaarde Ref: Tim Pots                               | KSV Oudenaarde                                         | 0 - 0                           | KVC Westerlo                                                     | Cordier, Minne, Maertens, Schuermans, Trenson, Wilmet, Geudens, Janssens (84' Vanthournout), Goor, Owusu (76' Van Belle), Vandenbergh (46' Molenberghs)        | Wilmet Wilmet                                |
| 18              | 15 december 2012 20:00 Burgemeester Thienpontstadion Oudenaarde Ref: Tim Pots                               |                                                        |                                 |                                                                  | Cordier, Minne, Maertens, Schuermans, Trenson, Wilmet, Geudens, Janssens (84' Vanthournout), Goor, Owusu (76' Van Belle), Vandenbergh (46' Molenberghs)        | Wilmet Wilmet                                |
| 19              | 5 januari 2013 20:00 't Kuipje Westerlo Ref: Istvan Lagaert                                                 | KVC Westerlo                                           | 3 - 0                           | White Star Woluwe                                                | Cordier, Minne, Maertens, Schuermans, Trenson, Wilmet, Geudens, Janssens (72' Paulussen), Goor (88' Laureys), Owusu, Vandenbergh (86' Van Belle)               |                                              |
| 19              | 5 januari 2013 20:00 't Kuipje Westerlo Ref: Istvan Lagaert                                                 | 30' Owusu 55' Vandenbergh 87' Goor                     | 1-0 2-0 3-0                     |                                                                  | Cordier, Minne, Maertens, Schuermans, Trenson, Wilmet, Geudens, Janssens (72' Paulussen), Goor (88' Laureys), Owusu, Vandenbergh (86' Van Belle)               |                                              |
| 20              | 13 januari 2013 15:00 Pierre Cornelis Stadion Aalst Ref: Luc Wouters                                        | Eendracht Aalst                                        | 1 - 1                           | KVC Westerlo                                                     | Cordier, Minne, Maertens, Schuermans, Trenson, Wilmet, Geudens, Janssens (68' Iachtchouk), Goor, Owusu, Vandenbergh (46' Gnohéré)                              |                                              |
| 20              | 13 januari 2013 15:00 Pierre Cornelis Stadion Aalst Ref: Luc Wouters                                        | 23' Vandewalle                                         | 1-0 1-1                         | 50' Owusu                                                        | Cordier, Minne, Maertens, Schuermans, Trenson, Wilmet, Geudens, Janssens (68' Iachtchouk), Goor, Owusu, Vandenbergh (46' Gnohéré)                              |                                              |
| 21              | 20 maart 2013 20:30 't Kuipje Westerlo Ref: Erik Lambrechts                                                 | KVC Westerlo                                           | 1 - 0                           | Dessel Sport                                                     | Cordier, Minne, Maertens, Schuermans, Trenson, Iachtchouk (46' Janssens), Geudens, Cools, Goor, Owusu (90' Wilmet), Gnohéré (72' Vandenbergh)                  |                                              |
| 21              | 20 maart 2013 20:30 't Kuipje Westerlo Ref: Erik Lambrechts                                                 | 31' Goor                                               | 1-0                             |                                                                  | Cordier, Minne, Maertens, Schuermans, Trenson, Iachtchouk (46' Janssens), Geudens, Cools, Goor, Owusu (90' Wilmet), Gnohéré (72' Vandenbergh)                  |                                              |
| 22              | 23 maart 2013 20:00 Soevereinstadion Lommel Ref: Luc Wouters                                                | Lommel United                                          | 3 - 2                           | KVC Westerlo                                                     | Cordier, Minne (72' Paulussen), Maertens, Schuermans, Trenson, Janssens, Geudens, Cools (60' Wilmet), Goor, Owusu, Gnohéré (46' Vandenbergh)                   |                                              |
| 22              | 23 maart 2013 20:00 Soevereinstadion Lommel Ref: Luc Wouters                                                | 11' Jutten 14' Lenaerts 60' Vanaken                    | 1-0 2-0 2-1 3-1 3-2             | 35' Delande (own.) 65' Owusu                                     | Cordier, Minne (72' Paulussen), Maertens, Schuermans, Trenson, Janssens, Geudens, Cools (60' Wilmet), Goor, Owusu, Gnohéré (46' Vandenbergh)                   |                                              |
| 23              | 2 februari 2013 20:00 't Kuipje Westerlo Ref: Karim Saadouni                                                | KVC Westerlo                                           | 3 - 0                           | KSK Heist                                                        | Cordier, Minne, Maertens, Schuermans, Trenson, Wilmet, Geudens, Goor, Iachtchouk, Owusu, Vandenbergh                                                           | Maertens                                     |
| 23              | 2 februari 2013 20:00 't Kuipje Westerlo Ref: Karim Saadouni                                                | 19' Iachtchouk 73' Goor 89' Goor (pen.)                | 1-0 2-0 3-0                     |                                                                  | Cordier, Minne, Maertens, Schuermans, Trenson, Wilmet, Geudens, Goor, Iachtchouk, Owusu, Vandenbergh                                                           | Maertens                                     |
| 24              | 10 februari 2013 15:00 Le Cannonier Moeskroen Ref: Christof Dierick                                         | Mouscron-Péruwelz                                      | 1 - 0                           | KVC Westerlo                                                     | Cordier, Minne, Maertens, Corstjens, Trenson (84' Schuermans), Cools (82' Wilmet), Geudens, Goor, Iachtchouk, Van Belle (35' Vandenbergh), Gnohéré             | Maertens Geudens                             |
| 24              | 10 februari 2013 15:00 Le Cannonier Moeskroen Ref: Christof Dierick                                         | 19' Mezine                                             | 1-0                             |                                                                  | Cordier, Minne, Maertens, Corstjens, Trenson (84' Schuermans), Cools (82' Wilmet), Geudens, Goor, Iachtchouk, Van Belle (35' Vandenbergh), Gnohéré             | Maertens Geudens                             |
| 25              | 16 februari 2013 20:00 't Kuipje Westerlo Ref: Serge Gumienny                                               | KVC Westerlo                                           | 3 - 1                           | CS Visé                                                          | Deelkens, Minne, Maertens, Corstjens (46' Schuermans), Trenson Wilmet, Cools, Goor, Iachtchouk (81' Janssens), Gnohéré, Vandenbergh (62' Laureys)              |                                              |
| 25              | 16 februari 2013 20:00 't Kuipje Westerlo Ref: Serge Gumienny                                               | 20' Masmanidis                                         | 0-1 1-1 2-1 3-1                 | 52' Goor 57' Cools 75' Goor                                      | Deelkens, Minne, Maertens, Corstjens (46' Schuermans), Trenson Wilmet, Cools, Goor, Iachtchouk (81' Janssens), Gnohéré, Vandenbergh (62' Laureys)              |                                              |
| 26              | 23 februari 2013 20:00 Edmond Machtensstadion Sint-Jans-Molenbeek Ref: Dieter van Esch                      | FC Brussels                                            | 0 - 2                           | KVC Westerlo                                                     | Cordier, Minne, Maertens, Corstjens, Trenson Wilmet (86' Paulussen), Geudens, Laureys (43' Cools), Goor, Iachtchouk, Owusu (77' Schuermans)                    | Corstjens 39' Geudens                        |
| 26              | 23 februari 2013 20:00 Edmond Machtensstadion Sint-Jans-Molenbeek Ref: Dieter van Esch                      |                                                        | 0-1 0-2                         | 33' Iachtchouk 45' Goor (pen.)                                   | Cordier, Minne, Maertens, Corstjens, Trenson Wilmet (86' Paulussen), Geudens, Laureys (43' Cools), Goor, Iachtchouk, Owusu (77' Schuermans)                    | Corstjens 39' Geudens                        |
| 27              | 1 maart 2013 20:30 't Kuipje Westerlo Ref: Johan Verbist                                                    | KVC Westerlo                                           | 2 - 0                           | Boussu Dour                                                      | Cordier, Minne, Maertens, Corstjens, Trenson Iachtchouk, Paulussen (79' Janssens), Cools, Goor, Owusu (89' Schuermans), Gnohéré (73' Laureys)                  | Minne                                        |
| 27              | 1 maart 2013 20:30 't Kuipje Westerlo Ref: Johan Verbist                                                    | 45' Paulussen 68' Gnohéré                              | 1-0 2-0                         |                                                                  | Cordier, Minne, Maertens, Corstjens, Trenson Iachtchouk, Paulussen (79' Janssens), Cools, Goor, Owusu (89' Schuermans), Gnohéré (73' Laureys)                  | Minne                                        |
| 28              | 10 maart 2013 15:00 Stade Leburton Tubeke Ref: Wim Smet                                                     | AFC Tubeke                                             | 0 - 2                           | KVC Westerlo                                                     | Cordier, Paulussen, Maertens, Corstjens, Trenson Iachtchouk (68' Janssens), Cools, Geudens, Goor, Owusu (88' Schuermans), Gnohéré (81' Vandenbergh)            | Corstjens Paulussen Iachtchouck              |
| 28              | 10 maart 2013 15:00 Stade Leburton Tubeke Ref: Wim Smet                                                     |                                                        | 0-1 0-2                         | 25' Owusu 73' Owusu                                              | Cordier, Paulussen, Maertens, Corstjens, Trenson Iachtchouk (68' Janssens), Cools, Geudens, Goor, Owusu (88' Schuermans), Gnohéré (81' Vandenbergh)            | Corstjens Paulussen Iachtchouck              |
| 29              | 15 maart 2013 20:30 't Kuipje Westerlo Ref: Thierry Derycke                                                 | KVC Westerlo                                           | 2 - 0                           | KAS Eupen                                                        | Cordier, Minne, Maertens, Corstjens, Trenson, Iachtchouk, Geudens, Cools, Goor, Owusu, Gnohéré (80' Laureys)                                                   | Minne Trenson                                |
| 29              | 15 maart 2013 20:30 't Kuipje Westerlo Ref: Thierry Derycke                                                 | 34' Owusu 64' Minne                                    | 1-0 2-0                         |                                                                  | Cordier, Minne, Maertens, Corstjens, Trenson, Iachtchouk, Geudens, Cools, Goor, Owusu, Gnohéré (80' Laureys)                                                   | Minne Trenson                                |
| 30              | 29 maart 2013 20:30 Bosuilstadion Deurne Ref: Alexandre Boucaut                                             | Royal Antwerp                                          | 1 - 1                           | KVC Westerlo                                                     | Cordier, Minne, Maertens, Corstjens, Trenson, Wilmet, Paulussen, Geudens, Goor, Iachtchouk, Owusu                                                              | Corstjens Trenson Geudens                    |
| 30              | 29 maart 2013 20:30 Bosuilstadion Deurne Ref: Alexandre Boucaut                                             | 76' Kil                                                | 0-1 1-1                         | 34' Iachtchouk                                                   | Cordier, Minne, Maertens, Corstjens, Trenson, Wilmet, Paulussen, Geudens, Goor, Iachtchouk, Owusu                                                              | Corstjens Trenson Geudens                    |
| 31              | 6 april 2013 20:00 't Kuipje Westerlo Ref: Jimmy Verhe                                                      | KVC Westerlo                                           | 1 - 1                           | KSV Roeselare                                                    | Cordier, Minne, Maertens, Corstjens, Trenson, Wilmet (90' Cools), Paulussen, Geudens, Goor, Iachtchouck (68' Laureys), Owusu (82' Gnohéré)                     | Goor                                         |
| 31              | 6 april 2013 20:00 't Kuipje Westerlo Ref: Jimmy Verhe                                                      | 56' Paulussen                                          | 1-0 1-1                         | 90+3' Dewaest                                                    | Cordier, Minne, Maertens, Corstjens, Trenson, Wilmet (90' Cools), Paulussen, Geudens, Goor, Iachtchouck (68' Laureys), Owusu (82' Gnohéré)                     | Goor                                         |
| 32              | 13 april 2013 20:00 't Kuipje Westerlo Ref: Thierry Derycke                                                 | KVC Westerlo                                           | 4 - 4                           | SK Sint-Niklaas                                                  | Cordier, Minne, Maertens, Corstjens, Trenson (46' Rentmeister), Wilmet, Paulussen, Geudens, Janssens, Iachtchouk (69' Laureys), Owusu                          | Maertens Iachtchouck                         |
| 32              | 13 april 2013 20:00 't Kuipje Westerlo Ref: Thierry Derycke                                                 | 9' Geudens 57' Iachtchouk 59' Wilmet 86' Owusu         | 1-0 1-1 2-1 3-1 3-2 3-3 4-3 4-4 | 40' Vandermarliere 76' Kompany 81' Mbayo 90+2' Schuermans (own.) | Cordier, Minne, Maertens, Corstjens, Trenson (46' Rentmeister), Wilmet, Paulussen, Geudens, Janssens, Iachtchouk (69' Laureys), Owusu                          | Maertens Iachtchouck                         |
| 33              | 21 april 2013 15:00 Stayen Sint-Truiden Ref: Stephane Gleton                                                | STVV                                                   | 0 - 2                           | KVC Westerlo                                                     | Cordier, Minne, Schuermans, Trenson, Vanthournout (82' Rentmeister), Wilmet, Janssens (31' Cools), Goor (80' Laureys), Iachtchouk, Owusu                       | Cordier Trenson Goor Cools                   |
| 33              | 21 april 2013 15:00 Stayen Sint-Truiden Ref: Stephane Gleton                                                |                                                        | 0-1 0-2                         | 42' Iachtchouk 74' Wilmet                                        | Cordier, Minne, Schuermans, Trenson, Vanthournout (82' Rentmeister), Wilmet, Janssens (31' Cools), Goor (80' Laureys), Iachtchouk, Owusu                       | Cordier Trenson Goor Cools                   |
| 34              | 28 april 2013 15:00 't Kuipje Westerlo Ref: Gerd Bylois                                                     | KVC Westerlo                                           | 0 - 0                           | KV Oostende                                                      | Deelkens, Paulussen, Maertens, Rentmeister, Vanthournout, Molenberghs, Cools, Janssens (60' Goor), Laureys (46' Wilmet), Owusu, Vandenbergh (77' Gnohéré)      |                                              |
| 34              | 28 april 2013 15:00 't Kuipje Westerlo Ref: Gerd Bylois                                                     |                                                        |                                 |                                                                  | Deelkens, Paulussen, Maertens, Rentmeister, Vanthournout, Molenberghs, Cools, Janssens (60' Goor), Laureys (46' Wilmet), Owusu, Vandenbergh (77' Gnohéré)      |                                              |

### Overzicht
| Speeldag  | 1  | 2  | 3 | 4 | 5 | 6 | 7  | 8  | 9  | 10 | 11 | 12 | 13 | 14 | 15 | 16 | 17 | 18 | 19 | 20 | 21 | 22 | 23 | 24 | 25 | 26 | 27 | 28 | 29 | 30 | 31 | 32 | 33 | 34 |
| --------- | -- | -- | - | - | - | - | -- | -- | -- | -- | -- | -- | -- | -- | -- | -- | -- | -- | -- | -- | -- | -- | -- | -- | -- | -- | -- | -- | -- | -- | -- | -- | -- | -- |
| Resultaat | g  | g  | w | g | v | w | w  | w  | w  | w  | g  | v  | g  | g  | w  | w  | v  | g  | w  | g  | w  | v  | w  | v  | w  | w  | w  | w  | w  | g  | g  | g  | w  | g  |
| Punten    | 1  | 2  | 5 | 6 | 6 | 9 | 12 | 15 | 18 | 21 | 22 | 22 | 23 | 24 | 27 | 30 | 30 | 31 | 34 | 35 | 38 | 38 | 41 | 41 | 44 | 47 | 50 | 53 | 56 | 57 | 58 | 59 | 62 | 63 |
| Positie   | 11 | 14 | 5 | 6 | 9 | 6 | 4  | 4  | 2  | 2  | 2  | 2  | 3  | 3  | 3  | 2  | 3  | 4  | 3  | 3  | 3  | 4  | 4  | 4  | 4  | 4  | 4  | 3  | 2  | 3  | 2  | 3  | 3  | 3  |

### Klassement
|    |    |                    | P  | W  | G  | V  | +  | -  | DS  | Ptn |
| -- | -- | ------------------ | -- | -- | -- | -- | -- | -- | --- | --- |
| K  | 1  | KV Oostende        | 34 | 24 | 5  | 5  | 64 | 25 | 39  | 77  |
| EP | 2  | Moeskroen-Péruwelz | 34 | 20 | 7  | 7  | 58 | 29 | 29  | 67  |
| EP | 3  | Westerlo           | 34 | 17 | 12 | 5  | 54 | 29 | 25  | 63  |
|    | 4  | STVV               | 34 | 17 | 6  | 11 | 54 | 36 | 18  | 57  |
|    | 5  | Boussu Dour        | 34 | 15 | 10 | 9  | 44 | 34 | 10  | 55  |
|    | 6  | Lommel United      | 34 | 14 | 8  | 12 | 50 | 48 | 2   | 50  |
| EP | 7  | White Star Woluwe  | 34 | 14 | 7  | 13 | 41 | 49 | −8  | 49  |
|    | 8  | Eupen              | 34 | 13 | 10 | 11 | 44 | 37 | 7   | 49  |
|    | 9  | Tubeke             | 34 | 12 | 10 | 12 | 43 | 42 | 1   | 46  |
|    | 10 | Antwerp            | 34 | 12 | 9  | 13 | 42 | 44 | −2  | 45  |
|    | 11 | Roeselare          | 34 | 10 | 12 | 12 | 44 | 47 | −3  | 42  |
|    | 12 | Dessel Sport       | 34 | 11 | 8  | 15 | 35 | 42 | −7  | 41  |
|    | 13 | Eendracht Aalst    | 34 | 10 | 11 | 13 | 38 | 52 | −14 | 41  |
|    | 14 | Brussels           | 34 | 9  | 6  | 19 | 34 | 49 | −15 | 33  |
|    | 15 | Wezet              | 34 | 8  | 9  | 17 | 47 | 57 | −10 | 33  |
|    | 16 | Heist              | 34 | 8  | 6  | 20 | 39 | 57 | −18 | 30  |
| ED | 17 | Oudenaarde         | 34 | 8  | 9  | 17 | 36 | 60 | −24 | 30  |
| D  | 18 | Sint-Niklaas       | 34 | 7  | 9  | 18 | 34 | 64 | −30 | 30  |

P: wedstrijden gespeeld, W: wedstrijden gewonnen, G: gelijke spelen, V: wedstrijden verloren, +: gescoorde doelpunten, -: doelpunten tegen, DS: doelsaldo, Ptn: totaal punten
 K: kampioen en promotie, EP: eindronde voor promotie, ED: eindronde voor degradatie D: degradatie

## Eindronde

### Wedstrijden
| Speeldag  | Wedstrijddetails                                                       | Thuisploeg                                                                   | Uitslag             | Uitploeg                      | Opstelling | Kaarten                                                                     |
| --------- | ---------------------------------------------------------------------- | ---------------------------------------------------------------------------- | ------------------- | ----------------------------- | --- | --------------------------------------------------------------------------- |
| Heenronde |                                                                        |                                                                              |                     |                               | |                                                                             |
| 1         | 5 mei 2013 15:00 't Kuipje Westerlo Ref: Dennis Vanbecelaere           | KVC Westerlo                                                                 | 1 - 1               | White Star Woluwe             | Deelkens, Minne, Schuermans, Maertens, Trenson Paulussen (62' Gnohéré), Vanthournout (69' Janssens), Geudens, Goor Wilmet, Owusu (85' Vandenbergh)              | 56' Minne 82' Goor                                                          |
| 1         | 5 mei 2013 15:00 't Kuipje Westerlo Ref: Dennis Vanbecelaere           | 8' Wilmet                                                                    | 1-0 1-1             | 52' Loemba                    | Deelkens, Minne, Schuermans, Maertens, Trenson Paulussen (62' Gnohéré), Vanthournout (69' Janssens), Geudens, Goor Wilmet, Owusu (85' Vandenbergh)              | 56' Minne 82' Goor                                                          |
| 2         | 12 mei 2013 15:00 Jan-Breydel Stadion Brugge Ref: Jerome Nzolo         | Cercle Brugge                                                                | 1 - 0               | KVC Westerlo                  | Deelkens, Minne (80' Gnohéré), Rentmeister, Maertens, Trenson Molenberghs, Schuermans, Geudens, Goor (74' Iachtchouk), Wilmet, Owusu (46' Cools)                | 17' Schuermans 35' Molenberghs 38' Wilmet 90+4' Trenson                     |
| 2         | 12 mei 2013 15:00 Jan-Breydel Stadion Brugge Ref: Jerome Nzolo         | 71' Schuermans (own.)                                                        | 1-0                 |                               | Deelkens, Minne (80' Gnohéré), Rentmeister, Maertens, Trenson Molenberghs, Schuermans, Geudens, Goor (74' Iachtchouk), Wilmet, Owusu (46' Cools)                | 17' Schuermans 35' Molenberghs 38' Wilmet 90+4' Trenson                     |
| 3         | 16 mei 2013 19:30 Le Cannonier Moeskroen Ref: Tim Pots                 | Mouscron-Péruwelz                                                            | 1 - 0               | KVC Westerlo                  | Deelkens, Minne, Schuermans (46' Rentmeister), Maertens, Trenson Wilmet (82' Owusu), Geudens, Goor, Iachtchouk, Gnohéré (52' Van Belle), Vandenbergh            | 30' Trenson 57' Trenson 63' Goor 66' Vandenbergh 68' Wilmet 78' Rentmeister |
| 3         | 16 mei 2013 19:30 Le Cannonier Moeskroen Ref: Tim Pots                 | 27' Jairo Ruiz                                                               | 1-0                 |                               | Deelkens, Minne, Schuermans (46' Rentmeister), Maertens, Trenson Wilmet (82' Owusu), Geudens, Goor, Iachtchouk, Gnohéré (52' Van Belle), Vandenbergh            | 30' Trenson 57' Trenson 63' Goor 66' Vandenbergh 68' Wilmet 78' Rentmeister |
| 4         | 19 mei 2013 15:00 't Kuipje Westerlo Ref: Bart Vertenten               | KVC Westerlo                                                                 | 3 - 1               | Mouscron-Péruwelz             | Deelkens, Cools, Rentmeister, Vanthournout, Minne Molenberghs (79' Rommens), Geudens, Paulussen, Iachtchouk (75' Janssens), Owusu (89' Van Belle), Vandenbergh  | 60' Deelkens 73' Cools                                                      |
| 4         | 19 mei 2013 15:00 't Kuipje Westerlo Ref: Bart Vertenten               | 30' Vandenbergh 43' Owusu 69' Owusu                                          | 1-0 2-0 2-1 3-1     | 61' Seoudi (pen.)             | Deelkens, Cools, Rentmeister, Vanthournout, Minne Molenberghs (79' Rommens), Geudens, Paulussen, Iachtchouk (75' Janssens), Owusu (89' Van Belle), Vandenbergh  | 60' Deelkens 73' Cools                                                      |
| 5         | 23 mei 2013 20:30 Fallonstadion Sint-Lambrechts-Woluwe Ref: Sam Loeman | White Star Woluwe                                                            | 0 - 2               | KC Westerlo                   | Deelkens, Minne, Rentmeister, Vanthournout, Trenson Molenberghs (62' Van Belle), Geudens, Paulussen, Iachtchouk (69' Janssens), Wilmet (77' Minne), Vandenbergh | 68' Rentmeister                                                             |
| 5         | 23 mei 2013 20:30 Fallonstadion Sint-Lambrechts-Woluwe Ref: Sam Loeman |                                                                              | 0-1 0-2             | 44' Vandenbergh 74' Van Belle | Deelkens, Minne, Rentmeister, Vanthournout, Trenson Molenberghs (62' Van Belle), Geudens, Paulussen, Iachtchouk (69' Janssens), Wilmet (77' Minne), Vandenbergh | 68' Rentmeister                                                             |
| 6         | 26 mei 2013 15:00 't Kuipje Westerlo Ref: Nicolas Laforge              | KVC Westerlo                                                                 | 5 - 0               | Cercle Brugge                 | Deelkens (73' Valkeners), Cools, Minne, Vanthournout, Trenson Molenberghs, Geudens, Janssens, Van Belle Wilmet (57' Laureys), Vandenbergh (70' Vervoort)        |                                                                             |
| 6         | 26 mei 2013 15:00 't Kuipje Westerlo Ref: Nicolas Laforge              | 42' Wilmet 51' Van Belle 60' Deelkens (pen.) 67' Deelkens (pen.) 80' Laureys | 1-0 2-0 3-0 4-0 5-0 |                               | Deelkens (73' Valkeners), Cools, Minne, Vanthournout, Trenson Molenberghs, Geudens, Janssens, Van Belle Wilmet (57' Laureys), Vandenbergh (70' Vervoort)        |                                                                             |

### Overzicht
| Speeldag  | 1 | 2 | 3 | 4 | 5 | 6  |
| --------- | - | - | - | - | - | -- |
| Resultaat | g | v | v | w | w | w  |
| Punten    | 1 | 1 | 1 | 4 | 7 | 10 |
| Positie   | 2 | 3 | 3 | 3 | 3 | 3  |

### Eindstand
|   |                         | P | W | G | V | +  | -  | DS  | Ptn |
| - | ----------------------- | - | - | - | - | -- | -- | --- | --- |
| 1 | Cercle Brugge           | 6 | 4 | 0 | 2 | 13 | 8  | +5  | 12  |
| 2 | Royal Mouscron-Péruwelz | 6 | 4 | 0 | 2 | 9  | 9  | 0   | 12  |
| 3 | KVC Westerlo            | 6 | 3 | 1 | 2 | 11 | 4  | +7  | 10  |
| 4 | WS Woluwe               | 6 | 0 | 1 | 5 | 4  | 16 | −12 | 1   |

P: wedstrijden gespeeld, W: wedstrijden gewonnen, G: gelijke spelen, V: wedstrijden verloren, +: gescoorde doelpunten, -: doelpunten tegen, DS: doelsaldo, Ptn: totaal punten

## Beker van België (Croky Cup)

### Wedstrijden
| Croky Cup                                                        |                                                        |                                             |                                                                  | |                               |
| Wedstrijddetails                                                 | Thuisploeg                                             | Uitslag                                     | Uitploeg                                                         | Opstelling | Kaarten                       |
| Vierde Ronde                                                     |                                                        |                                             |                                                                  | |                               |
| 19 augustus 2012 16:00 't Kuipje Westerlo ref:                   | KVC Westerlo                                           | 3 - 0                                       | RFC Huy (III)                                                    | Cordier, Minne, de Greef, Maertens, Trenson, Wilmet, Paulussen, Geudens, Goor, Laureys, Owusu ingevallen: Cools, Van Belle                                |                               |
| 19 augustus 2012 16:00 't Kuipje Westerlo ref:                   | Wilmet,Owusu, Cools                                    |                                             |                                                                  | Cordier, Minne, de Greef, Maertens, Trenson, Wilmet, Paulussen, Geudens, Goor, Laureys, Owusu ingevallen: Cools, Van Belle                                |                               |
| Vijfde Ronde                                                     |                                                        |                                             |                                                                  | |                               |
| 25 augustus 2012 20:00 't Kuipje Westerlo ref:                   | KVC Westerlo                                           | 2 - 0                                       | KSK Heist (II)                                                   | Cordier, Minne, de Greef (36' Schuermans), Maertens, Trenson, Laureys (67' Molenberghs), Cools, Geudens, Goor, Wilmet, Owusu (80' Van Belle)              | Goor, Cools                   |
| 25 augustus 2012 20:00 't Kuipje Westerlo ref:                   | 7' Cools 16' Goor                                      | 1-0 2-0                                     |                                                                  | Cordier, Minne, de Greef (36' Schuermans), Maertens, Trenson, Laureys (67' Molenberghs), Cools, Geudens, Goor, Wilmet, Owusu (80' Van Belle)              | Goor, Cools                   |
| Zesde Ronde                                                      |                                                        |                                             |                                                                  | |                               |
| 26 september 2012 20:00 't Kuipje Westerlo ref: Serge Gumienny   | KVC Westerlo                                           | 2 - 0                                       | Lierse SK                                                        | Deelkens, Cools (88' Paulussen), de Greef, Maertens, Schuermans, Trenson, Janssens (45' Vanthournout), Geudens, Goor, Van Belle (79' Wilmet), Vandenbergh | 38' Trenson 45+1' Vandenbergh |
| 26 september 2012 20:00 't Kuipje Westerlo ref: Serge Gumienny   | 6' Van Belle 9' Goor                                   | 1-0 2-0                                     |                                                                  | Deelkens, Cools (88' Paulussen), de Greef, Maertens, Schuermans, Trenson, Janssens (45' Vanthournout), Geudens, Goor, Van Belle (79' Wilmet), Vandenbergh | 38' Trenson 45+1' Vandenbergh |
| 1/8ste Finale                                                    |                                                        |                                             |                                                                  | |                               |
| 28 november 2012 20:00 't Kuipje Westerlo ref: Claude Bourdouxhe | KVC Westerlo                                           | 5 - 5 (pen 2-4)                             | STVV (II)                                                        | Cordier, Minne, Maertens, de Greef, Trenson, Cools (55' Wilmet), Vanthournout (70' Laureys), Geudens, Goor, Owusu, Vandenbergh (76' Van Belle)            | 65' Trenson 77' Goor          |
| 28 november 2012 20:00 't Kuipje Westerlo ref: Claude Bourdouxhe | 62' Goor 86' Owusu 107' Owusu 110' Laureys 117' Wilmet | 0-1 0-2 1-2 2-2 ET: 2-3 2-4 3-4 3-5 4-5 5-5 | 23' Reza 60' Edmilson 92' Schouterden 100' Schouterden 109' Reza | Cordier, Minne, Maertens, de Greef, Trenson, Cools (55' Wilmet), Vanthournout (70' Laureys), Geudens, Goor, Owusu, Vandenbergh (76' Van Belle)            | 65' Trenson 77' Goor          |

2012/13 · 2013/14 · 2014/15 · 2015/16 · 2016/17 · 2017/18 · 2018/19 · 2019/20· 2020/21· 2021/22